# Gianpaolo Cheula
Gianpaolo Cheula (Premosello, 23 mei 1979) is een Italiaans voormalig wielrenner. Hij was beroepsrenner tussen 2001 en 2011.

## Belangrijkste overwinningen
2000
- Eindklassement Flèche du Sud

2002
- Eindklassement Circuit des Mines
- 3e etappe Ronde van Beieren

2006
- Eindklassement Vredeskoers

2008
- GP Nobili Rubinetterie

## Resultaten in voornaamste wedstrijden
| Jaar | Ronde van Italië | Ronde van Frankrijk | Ronde van Spanje |
| ---- | ---------------- | ------------------- | ---------------- |
| 2003 | 62e              |                     | 107e             |
| 2006 |                  |                     |                  |
| 2007 |                  | 111e                |                  |
| 2008 |                  | 88e                 |                  |
| 2009 | 101e             |                     |                  |
| 2010 | opgave           |                     | 84e              |
| 2011 | 97e              |                     |                  |

| Jaar | Milaan-San Remo | Amstel Gold Race | Luik-Bast.‑Luik | Waalse Pijl | Parijs-Brussel |
| ---- | --------------- | ---------------- | --------------- | ----------- | -------------- |
| 2003 |                 |                  |                 | 54e         |                |
| 2006 | 161e            | 62e              | 48e             | 91e         |                |
| 2007 |                 |                  | 42e             | 64e         | 119e           |
| 2008 | 142e            | 124e             | 103e            |             |                |
| 2009 | 160e            |                  |                 | 129e        |                |
| 2010 |                 |                  |                 |             |                |